# Шляпентох, Владимир Эммануилович
Влади́мир Эммануи́лович Шляпенто́х (англ. Vladimir Shlapentokh; 19 октября 1926, Киев — 6 октября 2015; Ист-Лансинг, Мичиган, США) — советский и американский (с 1979) социолог.

## Биография
Окончил исторический факультет Киевского университета и Московский статистический институт. Кандидат экономических наук (1956, диссертация «Критика реакционных „теорий“ современных мальтузианцев»). С начала 1960-х годов работал в новосибирском Академгородке, в Институте экономики и организации промышленного производства, затем в Институте социологических исследований АН СССР. Доктор экономических наук (1966, диссертация «Эконометрика и теории экономической динамики», ИМЭМО).
После эмиграции в США был профессором Университета штата Мичиган. С 1986 года — гражданин США.

## Семья
- Дочь — математик Александра Шляпентох (род. 1960), профессор отделения математики Восточно-Каролинского университета[3]. Её муж — экономист Филип Аллан Ротман (род. 1958), профессор отделения экономики Восточно-Каролинского университета[4].
  - Внук — математик Яков Мордехай Шляпентох-Ротман (род. 1989)[5][6].
- Сын — историк и политолог Дмитрий Шляпентох (род. 1950), доцент Индианского университета[7].

## Труды
Автор около 30 книг. Приобрёл известность благодаря прикладным социологическим исследованиям печати и массовых коммуникаций, анализу проблем достоверности и репрезентативности социологических данных, исследованию социальной структуры советского общества и теории тоталитаризма.

### Публикации на русском языке
- Критика современного мальтузианства. — М.: Издательство Московского университета, 1958.
- Некоторые проблемы политической экономии. — Новосибирск: Новосибирский государственный университет, 1965.
- Эконометрика и проблемы экономического роста (Макромоделирование в работах буржуазных экономистов). — М. : Мысль, 1966. — 223 с.
- Как сегодня изучают завтра: Современные методы социального прогнозирования. — М.: Советская Россия, 1973.
- Открывая Америку: Письма друзьям в Москву. — Tenafly: Эрмитаж, 1990.
- Страх и дружба в нашем тоталитарном прошлом. — СПб: Изд-во журн. «Звезда», 2003. — 254 с. — ISBN 5942140480
- Проблемы качества социологической информации: достоверность, репрезентативность, прогностический потенциал. — М.: ЦСП, 2006.
- Современная Россия как феодальное общество. Новый ракурс постсоветской эры. — М.: Столица-Принт, 2008. — 364, [3] с. ISBN 978-5-98132-137-5[10].
- Русский интеллигент Феликс Раскольников // Полит.ру. 21.08.2008
- Преемник, каких ещё не было (О выборах 2000 года)